# Christina von Saltza
Christina von Saltza (San Francisco, Kalifornija, 3. siječnja 1944.) je bivša amrička plivačica.
Višestruka je olimpijska pobjednica u plivanju, a 1966. godine primljena je u Kuću slavnih vodenih sportova.